# Panitya (Victoria)
 (septembre 2020).
Panitya est une localité à l'ouest de l'État du Victoria en Australie à 455 km au nord-ouest de Melbourne sur la Mallee Highway, dans le bourg de Mildura. Elle compte 65 habitants en 2016.
Panitya est adjacent à la frontière entre le Victoria et l'Australie-Méridionale.